# Міні-Ізраїль
Міні Ізраїль (на івриті: מיני ישראל) — мініатюрний парк, розташований поруч з Латруном, Ізраїль, в долині Аялон. Відкритий в листопаді 2002 року, містить мініатюрні копії сотень будівель і пам'ятників в Ізраїлі. Пам'ятка складається з 350 мініатюрних моделей, більшість з яких виконана у масштабі 1:25.